# Định giá (tài chính)
Trong tài chính, định giá là quá trình ước tính giá trị mà một cái gì  đó có. Các thứ thường được định giá là các tài sản hoặc trách nhiệm tài chính. Định giá có thể được thực hiện trên tài sản (ví dụ, các đầu tư trên các chứng khoán thị trường như cổ phiếu, tùy chọn, doanh nghiệp kinh doanh, hoặc tài sản vô hình chẳng hạn như bằng sáng chế và thương hiệu) hoặc trách nhiệm pháp lý (ví dụ, trái phiếu được phát hành bởi một công ty). Xác định giá trị là cần thiết vì nhiều lý do như phân tích đầu tư, lập ngân sách vốn, sáp nhập và mua lại giao dịch, báo cáo tài chính, các sự kiện chịu thuế để xác định đúng trách nhiệm thuế, và trong tranh chấp.

## Đánh giá tổng quan
Định giá tài sản tài chính được thực hiện bằng cách sử dụng một hoặc nhiều loại mô hình:
1. Các mô hình giá trị tuyệt đối xác định giá trị hiện tại của dòng chảy của một tài sản tiền mặt dự kiến trong tương lai. Các loại mô hình này có hai hình thức chung: các mô hình đa giai đoạn như mô hình dòng tiền chiết khấu hoặc thời gian duy nhất mô hình như mô hình Gordon. Những mô hình này dựa vào toán học hơn là quan sát giá.
2. Các mô hình giá trị tương đối xác định giá trị dựa trên quan sát giá thị trường của tài sản tương tự.
3. Mô hình tính giá tùy chọn được sử dụng cho một số loại tài sản tài chính (ví dụ như lệnh, các tùy chọn đặt, các tùy chọn gọi, các tùy chọn cổ phiếu người lao động, đầu tư với các tùy chọn nhúng như trái phiếu phải trả trước hạn) và là một mô hình giá trị hiện tại phức hợp. Các tùy chọn mô hình định giá phổ biến nhất là các mô hình Black-Scholes-Merton và mô hình mạng tinh thể.

Các thuật ngữ phổ biến đối với giá trị của một tài sản hay trách nhiệm là giá trị thị trường công bằng, giá trị công bằng, giá trị nội tại. Ý nghĩa của các thuật ngữ này khác nhau. Ví dụ, khi một nhà phân tích tin rằng giá trị nội tại của một cổ phiếu là lớn hơn (ít hơn) so với giá thị trường của nó, một nhà phân tích cho một đề nghị "mua" ("bán"). Hơn nữa, giá trị nội tại của một tài sản có thể là ý kiến cá nhân và khác nhau giữa các nhà phân tích.

## Định giá doanh nghiệp
Các doanh nghiệp, lợi ích phân đoạn trong các doanh nghiệp có thể được định giá cho các mục đích khác nhau chẳng hạn như sáp nhập và mua lại, bán chứng khoán, và các sự kiện chịu thuế. Một định giá chính xác các công ty tư nhân phần lớn phụ thuộc vào độ tin cậy của thông tin tài chính lịch sử của công ty. Các báo cáo tài chính của Công ty đại chúng được kiểm toán bởi các Certified Public Accountant (Mỹ), Chartered Certified Kế toán (ACCA) hoặc Chartered toán (Vương quốc Anh và Canada) và giám sát bởi một điều tiết của chính phủ. Ngoài ra, các công ty tư nhân không có chính phủ giám sát, trừ khi điều hành trong một quy định ngành công nghiệp và thường không được yêu cầu phải có báo cáo tài chính kiểm toán. Hơn nữa, các nhà quản lý của các công ty tư nhân thường chuẩn bị báo cáo tài chính của họ để giảm thiểu lợi nhuận, và do đó, các loại thuế. Ngoài ra, các nhà quản lý của các công ty đại chúng có xu hướng muốn lợi nhuận cao hơn để tăng giá cổ phiếu của họ. Vì vậy, thông tin lịch sử của một công ty tài chính có thể không được chính xác và có thể dẫn hơn và đánh giá thấp. Trong việc mua lại, người mua thường xuyên thực hiện do siêng năng để xác minh thông tin của người bán.
Báo cáo tài chính chuẩn bị phù hợp với nguyên tắc kế toán chung được chấp nhận (GAAP) cho thấy nhiều tài sản dựa trên chi phí lịch sử của chúng chứ không phải là giá trị thị trường hiện tại của chúng. Ví dụ, bảng cân đối kế toán của một công ty thường sẽ hiển thị giá trị của đất mà nó sở hữu tại công ty trả tiền cho nó chứ không phải là giá trị thị trường hiện tại của nó. Tuy nhiên, theo yêu cầu của GAAP, một công ty phải thể hiện được giá trị hợp lý (thường là xấp xỉ giá trị thị trường) của một số loại tài sản như công cụ tài chính được tổ chức để bán chứ không phải là chi phí ban đầu của chúng. Khi một công ty được yêu cầu để hiển thị một số tài sản giá trị hợp lý, một số cuộc gọi quá trình này "mark-to-thị trường." Tuy nhiên, báo cáo giá trị tài sản trên báo cáo tài chính tại các giá trị công bằng cho phép quản lý nhiều cơ hội xiên giá trị tài sản trở lên để tăng lợi nhuận nhân tạo và giá cổ phiếu của họ. Quản lý có thể được thúc đẩy để thay đổi thu nhập trở lên để họ có thể kiếm được tiền thưởng. Mặc dù nguy cơ thiên vị quản lý, các nhà đầu tư vốn chủ sở hữu và chủ nợ biết các giá trị thị trường của tài sản của công ty chứ không phải là chi phí lịch sử của chúng bởi vì giá trị hiện tại cung cấp cho họ thông tin tốt hơn để đưa ra quyết định.
Phương pháp này ước tính giá trị của một tài sản dựa trên các luồng tiền trong tương lai dự kiến, được chiết khấu hiện tại (tức là, giá trị hiện tại). Khái niệm chiết khấu tiền trong tương lai thường được gọi là giá trị thời gian của tiền. Ví dụ, một tài sản trưởng thành và trả 1 đô-la một năm trị giá ít hơn 1 đô-la ngày hôm nay. Độ lớn của chiết khấu dựa trên một chi phí cơ hội của vốn và nó được thể hiện như một tỷ lệ phần trăm. Một số người gọi đây là một tỷ lệ chiết khấu phần trăm.
Ý tưởng của chi phí cơ hội có thể được minh họa trong một ví dụ. Một người với chỉ 100 đô-la để đầu tư có thể chỉ là một đầu tư $ 100 ngay cả khi trình bày với hai hoặc nhiều sự lựa chọn đầu tư. Nếu người này sau đó được cung cấp một sự lựa chọn đầu tư thay thế, các nhà đầu tư đã mất cơ hội để làm cho rằng đầu tư thứ hai kể từ khi 100 đô-la được dành để mua các cơ hội đầu tiên. Ví dụ này minh họa rằng tiền có giới hạn và mọi người có những lựa chọn làm thế nào để chi tiêu nó. Bằng cách làm cho một sự lựa chọn, họ cung cấp cho các cơ hội khác.
Trong lý thuyết tài chính, số tiền của chi phí cơ hội được dựa trên một mối quan hệ giữa rủi ro và hoàn vốn của một số loại đầu tư. Lý thuyết kinh tế cổ điển cho rằng mọi người là hợp lý và không thích mạo hiểm. Họ, do đó, cần khuyến khích chấp nhận rủi ro. Khuyến khích về tài chính đi kèm trong các hình thức sinh lợi cao hơn dự kiến sau khi mua một tài sản rủi ro. Nói cách khác, càng có nhiều rủi ro đầu tư, các nhà đầu tư trở lại từ đầu tư đó. Sử dụng ví dụ tương tự như trên, giả sử các cơ hội đầu tư đầu tiên là một trái phiếu chính phủ sẽ trả lãi suất 5% mỗi năm và các khoản thanh toán gốc và lãi được bảo đảm bởi chính phủ. Ngoài ra, các cơ hội đầu tư thứ hai là trái phiếu do công ty nhỏ và trái phiếu đó cũng trả lãi suất hàng năm 5%. Nếu cho một sự lựa chọn giữa hai trái phiếu, hầu như tất cả các nhà đầu tư sẽ mua trái phiếu chính phủ hơn là trái phiếu công ty nhỏ bởi vì đầu tiên là ít rủi ro trong khi phải trả lãi suất tương tự như trái phiếu rủi ro. Trong trường hợp này, một nhà đầu tư không có động cơ để mua các trái phiếu rủi ro 2. Hơn nữa, để thu hút vốn từ các nhà đầu tư, các công ty nhỏ phát hành trái phiếu thứ hai phải trả một lãi suất cao hơn 5% là trái phiếu chính phủ trả. Nếu không, nhà đầu tư không có khả năng mua trái phiếu đó và, do đó, công ty sẽ không thể huy động vốn. Nhưng bằng cách cung cấp phải trả một lãi suất hơn 5% công ty cung cấp cho các nhà đầu tư ưu đãi để mua một trái phiếu rủi ro.
Đối với một xác định giá trị bằng cách sử dụng phương pháp dòng tiền chiết khấu, đầu tiên ước tính dòng tiền trong tương lai từ đầu tư và sau đó ước lượng tỷ lệ chiết khấu hợp lý sau khi xem xét các rủi ro của những dòng tiền mặt và lãi suất trên thị trường vốn. Tiếp theo, một trong những tính toán để tính toán giá trị hiện tại của dòng tiền trong tương lai.

### Phương pháp các công ty hướng dẫn
Phương pháp này xác định giá trị doanh nghiệp bằng cách quan sát giá cả của các công ty tương tự (các công ty hướng dẫn) được bán trên thị trường. Những người bán hàng có thể là cổ phiếu hoặc bán hàng của toàn công ty. Giá quan sát phục vụ như là tiêu chuẩn xác định giá trị. Từ giá, một trong những tính toán sự tăng giá như giá thu nhập hoặc tỷ lệ giá trị giá để sách. Tiếp theo, một hoặc nhiều sự tăng giá được sử dụng để đánh giá công ty. Ví dụ, giá-to-thu nhập trung bình nhiều của các công ty hướng dẫn được áp dụng đối với thu nhập của công ty bị để ước tính giá trị của nó.
Nhiều sự tăng giá có thể được tính toán. Hầu hết đều dựa trên một yếu tố báo cáo tài chính như thu nhập của một công ty (giá-thu nhập) hoặc giá trị sổ sách (giá, giá trị sổ sách) nhưng bội có thể dựa vào các yếu tố khác như giá thuê bao mỗi.

### Phương pháp giá trị tài sản ròng
Các phương pháp phổ biến thứ ba của ước tính giá trị của một công ty tài sản và nợ phải trả của doanh nghiệp. Ở mức tối thiểu, một công ty dung môi có thể đóng cửa hoạt động, bán tài sản, và trả nợ. Bất kỳ tiền mặt mà sẽ vẫn thiết lập một giá trị sàn cho công ty. Phương pháp này được gọi là giá trị tài sản ròng hoặc phương pháp chi phí. Thông thường, dòng tiền chiết khấu của một công ty hoạt động vượt quá giá trị này sàn. Tuy nhiên, một số công ty được "giá trị hơn chết nhiều hơn sống", chẳng hạn như yếu thực hiện các công ty sở hữu nhiều tài sản hữu hình. Phương pháp này cũng có thể được sử dụng để danh mục đầu tư giá trị không đồng nhất của đầu tư, cũng như các công ty phi lợi nhuận mà phân tích dòng tiền chiết khấu là không có liên quan. Những tiền đề xác định giá trị thường được sử dụng là của một thanh lý có trật tự của tài sản, mặc dù một số kịch bản xác định giá trị (ví dụ như mua giá phân bổ) hàm ý "sử dụng" xác định giá trị chẳng hạn như chi phí thay thế khấu hao mới.
Một cách tiếp cận thay thế cho phương pháp giá trị tài sản ròng là phương pháp thu nhập dư thừa. Phương pháp này được mô tả lần đầu tiên trong ARM34, và sau đó được tinh chế bởi Internal Revenue Service's Revenue Ruling 68-609 của Hoa Kỳ. Phương pháp thu nhập dư thừa có thẩm định viên xác định giá trị tài sản hữu hình, ước tính tỷ suất lợi nhuận thích hợp trên những tài sản hữu hình, và trừ đi phần lợi nhuận này khỏi tổng lợi nhuận cho doanh nghiệp, để lại lợi nhuận "dư thừa", được cho là đến từ các tài sản phi vật thể. Một tỷ lệ vốn thích hợp được áp dụng cho sự trở lại dư thừa, dẫn đến giá trị của những tài sản vô hình. Giá trị đó được thêm vào giá trị của các tài sản hữu hình và bất kỳ tài sản nào không hoạt động, và tổng số là giá trị dự toán cho các doanh nghiệp như một toàn thể.
Thể thao chuyên nghiệp có một phương pháp giá trị tài sản ròng khác mà đôi khi có thể bị phá vỡ và gây ra các nhóm để đưa ra những quyết định khủng khiếp trong khi ký kết cầu thủ (xem Buffalo Sabres/Ville Leino).

## Ứng dụng
Trong tài chính, phân tích định giá là cần thiết vì nhiều lý do bao gồm cả đánh giá thuế, di chúc và bất động sản, các khu định cư ly hôn, phân tích kinh doanh và sổ sách kế toán và kế toán cơ bản. Kể từ khi giá trị của sự vật biến động theo thời gian, giá trị như một ví dụ như ngày cụ thể, kết thúc quý hoặc năm kế toán. Họ cách khác có thể là mark-to-thị trường ước tính giá trị hiện tại của tài sản hoặc nợ phải trả là phút ngày này cho các mục đích quản lý danh mục đầu tư và rủi ro tài chính liên quan (ví dụ, trong các công ty tài chính lớn như ngân hàng đầu tư và môi giới chứng khoán).
Một số mặt hàng bảng cân đối là dễ dàng hơn nhiều giá trị hơn những người khác. Cổ phiếu giao dịch công khai và trái phiếu có giá được trích dẫn thường xuyên và có sẵn. Các tài sản khác khó khăn hơn để giá trị. Ví dụ, các công ty tư nhân không có giá thường xuyên trích dẫn. Ngoài ra, công cụ tài chính có giá là một phần phụ thuộc vào các mô hình lý thuyết của một loại hay cách khác là khó khăn để giá trị. Ví dụ, tùy chọn nói chung có giá trị bằng cách sử dụng mô hình Black-Scholes trong khi các trách nhiệm pháp lý của cuộc sống bảo đảm các công ty có giá trị bằng cách sử dụng các lý thuyết của giá trị hiện tại. Kinh doanh tài sản vô hình, như thiện chí và sở hữu trí tuệ, mở cửa cho một loạt các giải thích giá trị.
Nó có thể thông thường và cho các chuyên gia tài chính lập dự toán riêng của họ về tính giá trị của tài sản hoặc nợ phải trả mà họ đang quan tâm tính toán của họ là các loại khác nhau bao gồm các phân tích của các công ty tập trung vào giá sách, giá cả, thu nhập, giá tiền mặt lưu lượng và tính toán giá trị hiện tại, và phân tích trái phiếu tập trung vào việc xếp hạng tín dụng, đánh giá rủi ro mặc định, premia rủi ro và mức lãi suất thực. Tất cả các phương pháp tiếp cận có thể được coi là tạo ra các ước tính giá trị cạnh tranh cho sự tín nhiệm với các cổ phiếu hiện hành hoặc giá trái phiếu, nếu có, và có thể có hoặc không có thể dẫn đến việc mua hoặc bán bằng cách tham gia thị trường. Trường hợp xác định giá trị cho mục đích của một vụ sáp nhập hoặc mua lại các doanh nghiệp tương ứng có sẵn biết thêm thông tin tài chính chi tiết, thường là về việc hoàn thành một thỏa thuận không tiết lộ.
Điều quan trọng là cần lưu ý là xác định giá trị là một phần nghệ thuật và khoa học bởi vì nó đòi hỏi sự phán xét và giả định:
1. Có những hoàn cảnh khác nhau và mục đích giá trị một tài sản (ví dụ như công ty đau khổ, mục đích thuế, sáp nhập & mua lại, báo cáo tài chính). Sự khác biệt này có thể dẫn đến phương pháp xác định giá trị hoặc giải thích khác nhau của các kết quả phương pháp khác nhau.
2. Tất cả các mô hình định giá và phương pháp có những hạn chế (ví dụ, mức độ phức tạp, phù hợp của quan sát, hình thức toán học).
3. Đầu vào mô hình có thể khác nhau đáng kể bởi vì bản án cần thiết và các giả định khác nhau.

Người sử dụng xác định giá trị được hưởng lợi khi thông tin trọng điểm, giả định, và hạn chế được tiết lộ cho họ. Sau đó, họ có thể cân nhắc mức độ tin cậy của kết quả và đưa ra quyết định của họ.

## Thẩm định giá của một công ty
Bổ sung điều chỉnh một cách tiếp cận xác định giá trị, cho dù đó là thị trường thu nhập hoặc tài sản, có thể là cần thiết trong một số trường hợp. Liên quan đến:
- Dư thừa hoặc hạn chế tiền mặt
- Không hoạt động tài sản và nợ phải trả khác
- Thiếu giảm giá thị trường của cổ phiếu
- Kiểm soát phí bảo hiểm hoặc thiếu kiểm soát chiết khấu
- Ở trên hoặc dưới cho thuê thị trường
- Vượt quá tiền lương trong trường hợp của các công ty tư nhân.

Có những điều chỉnh khác với các báo cáo tài chính phải được thực hiện khi đánh giá một công ty đau khổ. Andrew Miller xác định điều chỉnh điển hình được sử dụng để viết lại các báo cáo tài chính bao gồm:
- điều chỉnh vốn lưu động
- Chi phí vốn chậm
- điều chỉnh Giá vốn hàng bán
- lệ phí và chi phí không định kỳ chuyên nghiệp,
- các món thu nhập/chi phí không điều hành nhất định.[1]

## Định giá tài sản vô hình
Mô hình có thể được sử dụng để xác định giá trị tài sản giá trị vô hình như bằng sáng chế, bản quyền, phần mềm, bí mật thương mại, và các mối quan hệ khách hàng. Kể từ khi doanh số bán hàng của tài sản vô hình chuẩn bao giờ có thể được quan sát, người ta thường giá trị các loại tài sản bằng cách sử dụng một mô hình giá trị hiện tại, ước tính chi phí để tái tạo nó. Bất chấp phương pháp, quá trình này thường tốn thời gian và tốn kém.
Xác định giá trị tài sản vô hình thường cần thiết cho báo cáo tài chính và các giao dịch sở hữu trí tuệ.
Thị trường chứng khoán cung cấp cho gián tiếp ước tính giá trị tài sản vô hình của công ty. Nó có thể được cho rằng là sự khác biệt giữa vốn hóa thị trường và giá trị sổ sách (chỉ bao gồm tài sản cứng trong nó).

## Định giá các dự án khai thác khoáng sản
Trong khai thác khoáng sản, định giá là quá trình xác định giá trị hoặc giá trị một tài sản mỏ.
Định giá khai thác khoáng sản đôi khi cần thiết cho các đợt IPO, công bằng, tranh tụng, sáp nhập & mua lại và các vấn đề liên quan đến cổ đông.
Xác định giá trị của một dự án khai thác hoặc khai thác tài sản, giá trị thị trường là tiêu chuẩn của giá trị được sử dụng. Tiêu chuẩn CIMVal là một tiêu chuẩn được công nhận để xác định giá trị các dự án khai thác khoáng sản và cũng được công nhận bởi thị trường chứng khoán Toronto (Venture). Các tiêu chuẩn dẫn đầu bởi Spence & Roscoe, căng thẳng, sử dụng các phương pháp tiếp cận chi phí, cách tiếp cận thị trường và phương pháp tiếp cận thu nhập, tùy thuộc vào giai đoạn phát triển của tài sản hoặc dự án khai thác mỏ.

## Mô hình tính giá tài sản
Xem thêm lý thuyết danh mục đầu tư hiện đại
- Mô hình tính giá tài sản vốn
- Lý thuyết tính giá chênh lệch
- Black-Scholes (tùy chọn)
- Phương pháp trả hết mờ cho định giá lựa chọn thực tế
- Mô hình chỉ số đơn
- Chuyển đổi Markov multifractal